# Robert Adamczyk
Robert Adamczyk (ur. 11 lutego 1971 w Choszcznie) – polski samorządowiec, w latach 2006–2024 burmistrz Choszczna.

## Życiorys
Uczęszczał do Zespołu Szkół Nr 1 im Bolesława Krzywoustego w Choszcznie. Posiada wykształcenie wyższe i tytuł magistra.
Dołączył do Platformy Obywatelskiej. 26 listopada 2006 roku został wybrany burmistrzem Choszczna, uzyskał wówczas 3649 głosów wygrywając z Andrzejem Pliszką. W wyborach samorządowych w 2010 roku uzyskał reelekcję z wynikiem 4705 głosów. Mandat utrzymał w wyborach w 2014 roku. W wyborach samorządowych w 2018 roku przed drugą turą poparcia udzielił mu Grzegorz Schetyna oraz Katarzyna Lubnauer, uzyskał reelekcję. W wyborach samorządowych w 2024 roku nie ubiegał się o reelekcję, został natomiast radnym powiatu choszczeńskiego otrzymując 766 głosów. 7 maja na funkcji burmistrza zastąpił go Artur Raczyński.